# داني مولينا
داني مولينا (بالإسبانية: Daniel Molina Orta) هو لاعب كرة قدم إسباني في مركز الوسط، ولد في 14 مارس 1996 في ولبة في إسبانيا. لعب مع ريكرياتيفو وسيلتا فيغو.

## وصلات خارجية
- داني مولينا على موقع قاعدة بيانات كرة القدم.إي يو (الإنجليزية)
- داني مولينا على موقع Soccerway.com (الإنجليزية)